# HD 93359
HD 93359，又名CP-70 1185，SAO 256751、HR 4212，是一颗恒星，视星等为6.46，位于銀經292.83，銀緯-10.51，其B1900.0坐标为赤經10h 41m 30.9s，赤緯-70° -10.51′ 46″。